# Ron Burton
Pour les articles homonymes, voir Burton.
Ron Burton, né Rahn Burton le 10 février 1934 à Louisville dans le Kentucky, mort le 25 janvier 2013 à New York, est un pianiste et organiste américain de jazz.

## Biographie
Ron Burton a commencé à se produire dans sa ville natale dans les années 1950. Il joue entre 1953 et 1959 dans la formation de Rahsaan Roland Kirk, qu'il intégrera à nouveau à partir de la fin des années 1960. Il fonde son propre groupe, African-American Connection, au début des années 1970, et multiplie les collaborations avec divers musiciens.

## Discographie
- 1960: Introducing Roland Kirk - Roland Kirk (sous le nom de William Burton)
- 1968: The Inflated Tear - Rahsaan Roland Kirk
- 1969: Left & Right - Rahsaan Roland Kirk
- 1969: Volunteered Slavery - Rahsaan Roland Kirk
- 1970: Rahsaan Rahsaan - Rahsaan Roland Kirk & The Vibration Society
- 1974: The Eigth Wonder - Dick Griffin
- 1974: The Waterbearers - The Cosmic Twins
- 1975: The Camel - Michael Carvin
- 1979: Paradise Space Shuttle - George Adams Quintet
- 1983: Dance - Kamal Abdul Alim & The Brothers